# Duke of Beaufort

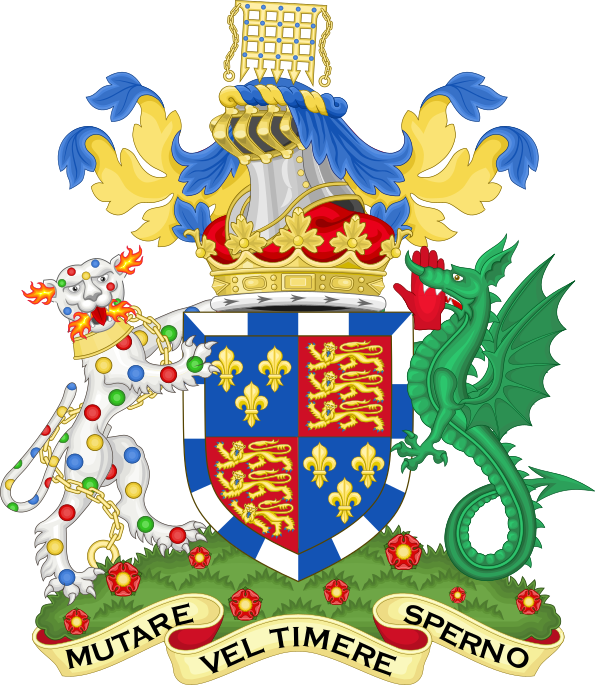
Wappen des Duke of Beaufort

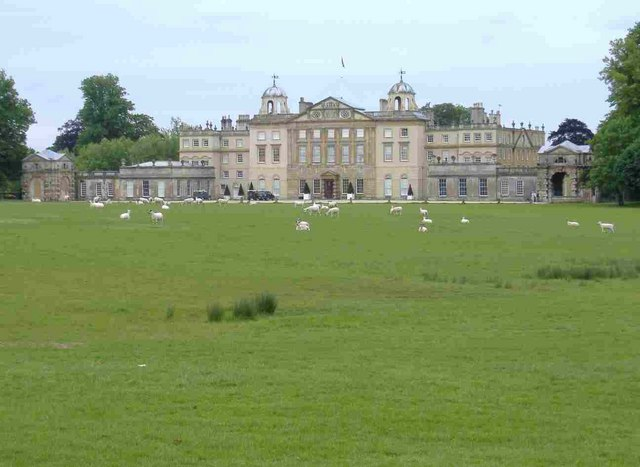
Badminton House

Duke of Beaufort (ˈboʊfərt) ist ein erblicher britischer Adelstitel in der Peerage of England. Der Name Beaufort verweist auf die Burg Beaufort (heute Montmorency-Beaufort) im Département Aube (Frankreich) – es ist die einzige bestehende britische Dukeswürde, die auf einen Ort außerhalb der britischen Inseln verweist. 
Die Dukes sind Nachkommen von John of Gaunt, 1. Duke of Lancaster, dem Begründer des Hauses Lancaster, und damit von dessen Vater König Eduard III. in direkter männlicher Linie. Die Burg Beaufort gehörte zum Besitz von John of Gaunt. Wenn auch über uneheliche Abstammung, gelten sie damit als die letzten direkten männlichen Nachkommen der Plantagenets. Seit einem Vergleich der DNA von König Richard III. mit derjenigen von lebenden männlichen Nachkommen des 5. Duke of Beaufort, die im Y-Chromosomentyp keine Übereinstimmung aufweist, wird diese Aussage jedoch in Frage gestellt.
Familiensitz der Dukes ist Badminton House in Badminton (Gloucestershire).

## Verleihung
Der Titel wurde am 2. Dezember 1682 von König Karl II. für Henry Somerset, 3. Marquess of Worcester geschaffen. Dieser war ein Nachkomme von Charles Somerset, 1. Earl of Worcester, einem unehelichen Sohn von Henry Beaufort, 2. Duke of Somerset, einem Heerführer auf Seiten des Hauses Lancaster in den Rosenkriegen. 

## Nachgeordnete Titel
Der aktuelle Duke of Beaufort trägt folgende nachgeordnete Titel, die ebenfalls zur Peerage of England gehören: 14. Marquess of Worcester (geschaffen 1642), 18. Earl of Worcester (geschaffen 1514), 13. Earl of Glamorgan (geschaffen 1645) und 13. Baron Beaufort, of Caldecote Castle in the County of Monmouth.
Der älteste Sohn und Erbe des Dukes trägt den Höflichkeitstitel Marquess of Worcester, dessen ältester Sohn denjenigen eines Earl of Glamorgan. Dessen ältester Sohn, also ein etwaiger Urenkel des Titelinhabers, führt den Höflichkeitstitel  Viscount Grosmont. Die beiden letztgenannten Titel gehen auf eine Verleihung an Edward Somerset, den späteren 2. Marquess of Worcester, durch König Karl I. im Jahr 1644 zurück. Die Titel wurden wegen formeller Mängel im Verleihungspatent bei der Wiederherstellung der Monarchie unter König Karl II. nicht anerkannt. Zu diesen Höflichkeitstiteln bestehen also abweichend vom Regelfall keine korrespondierenden nachgeordneten Titel des Dukes. Die Verwendung dieser Höflichkeitstitel hat sich dennoch etabliert.

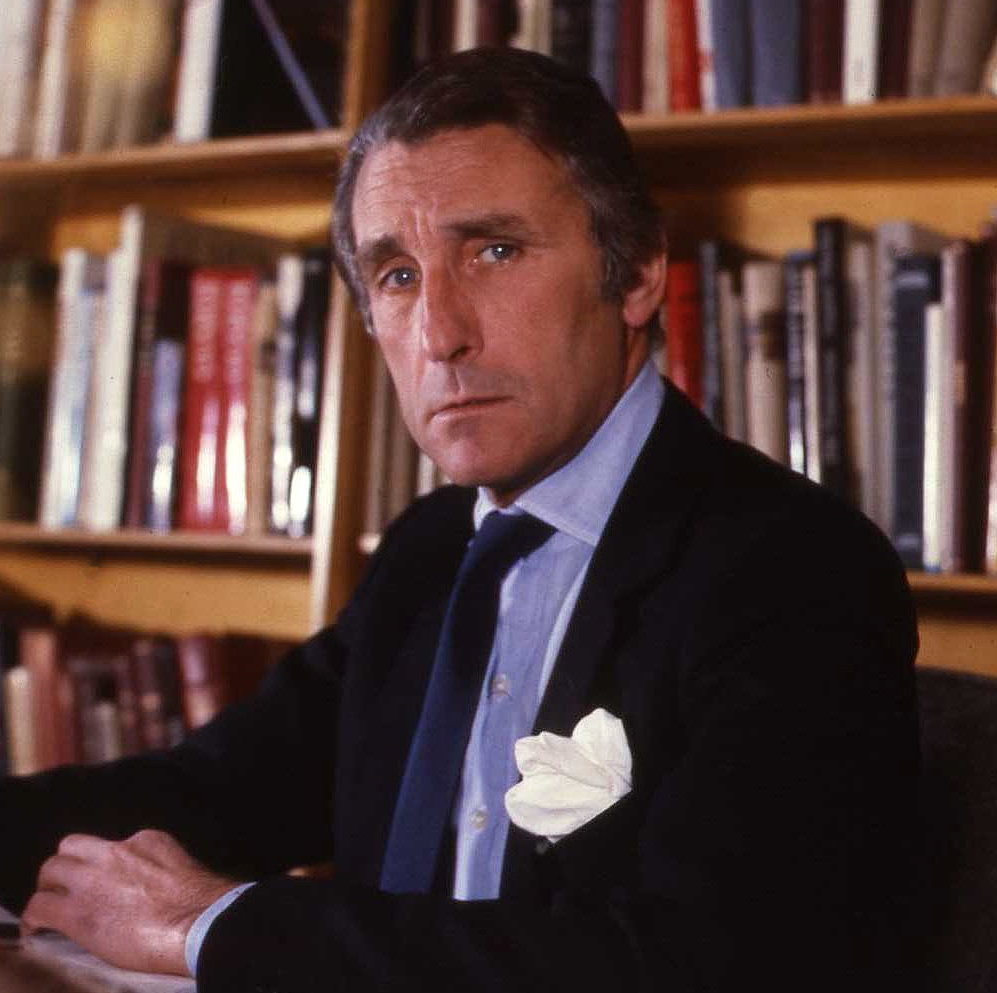
David Somerset, 11. Duke of Beaufort

## Liste der Dukes of Beaufort (1682)
- Henry Somerset, 1. Duke of Beaufort (1629–1700)
- Henry Somerset, 2. Duke of Beaufort (1684–1714)
- Henry Scudamore, 3. Duke of Beaufort (1707–1745)
- Charles Somerset, 4. Duke of Beaufort (1709–1756)
- Henry Somerset, 5. Duke of Beaufort (1744–1803)
- Henry Somerset, 6. Duke of Beaufort (1766–1835)
- Henry Somerset, 7. Duke of Beaufort (1792–1853)
- Henry Somerset, 8. Duke of Beaufort (1824–1899)
- Henry Somerset, 9. Duke of Beaufort (1847–1924)
- Henry Somerset, 10. Duke of Beaufort (1900–1984)
- David Somerset, 11. Duke of Beaufort (1928–2017)
- Henry Somerset, 12. Duke of Beaufort (* 1952)

Titelerbe (Heir apparent) ist der älteste Sohn des aktuellen Titelinhabers, Robert Somerset, Marquess of Worcester (* 1989).